# Michael Herzog (Diplomat)

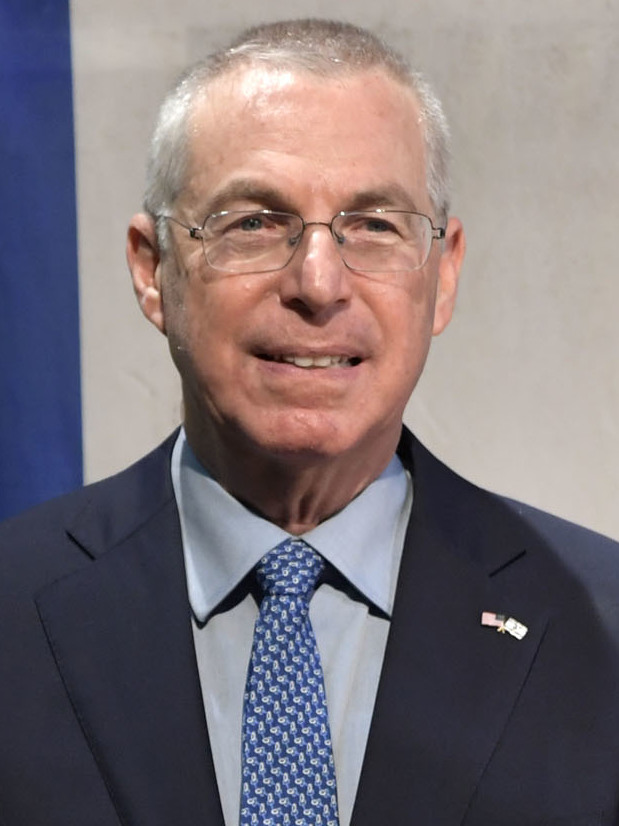
Michael Herzog

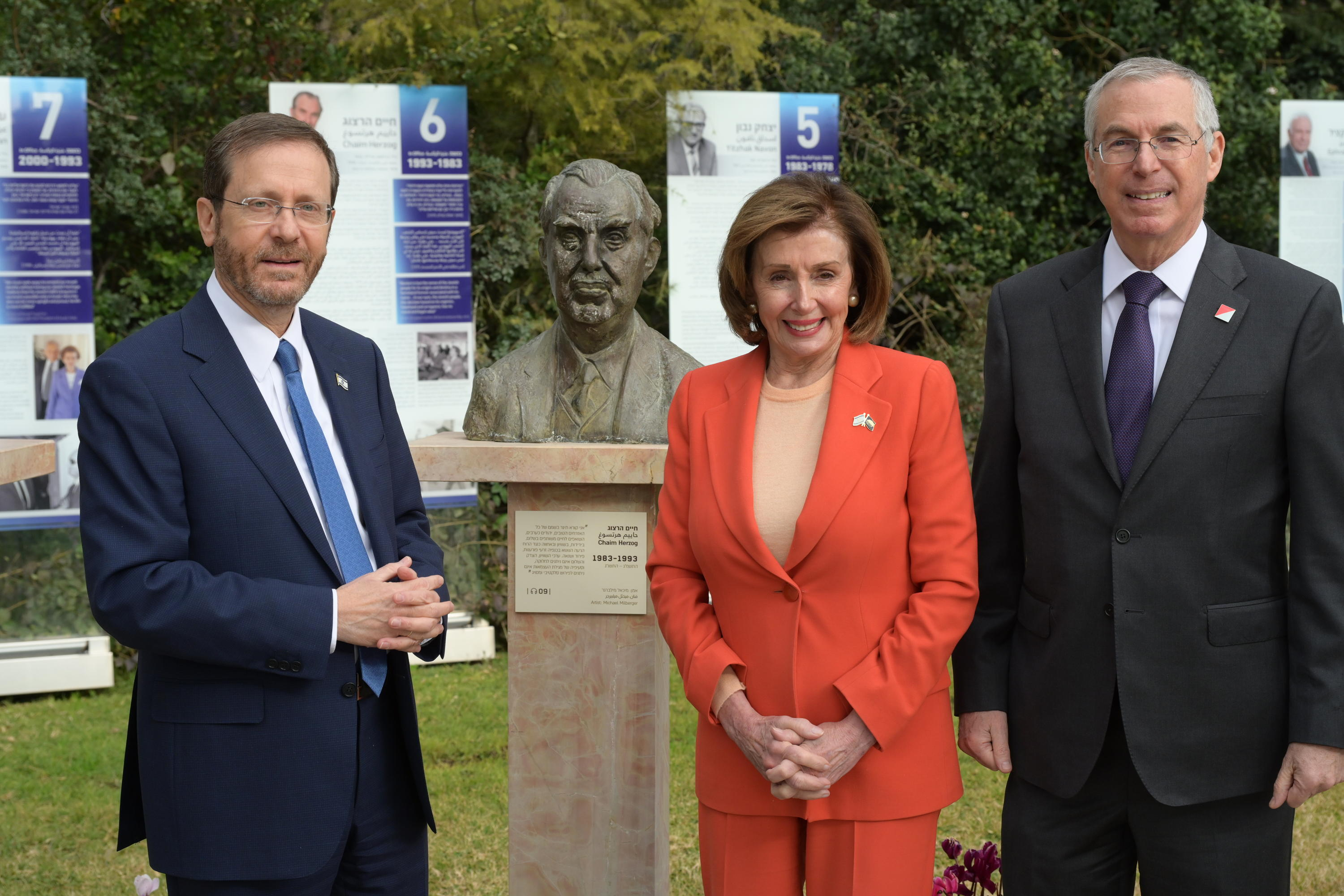
Michael Herzog mit Jitzchak Herzog und Nancy Pelosi, der Vorsitzenden des US-Repräsentantenhauses, vor der Büste von Chaim Herzog, Februar 2022

Michael (Mike) Herzog (hebräisch מיכאל (מייק) הרצוג, geboren am 15. Juli 1952 in Israel) ist ein israelischer Diplomat und pensionierter Militäroffizier, der im November 2021 zum israelischen Botschafter in den Vereinigten Staaten berufen wurde.

## Leben
Michael Herzog ist der Sohn von Chaim Herzog, dem sechsten Präsidenten Israels. Herzogs Mutter ist Aura Herzog (geb. Ambache). Sein Großvater väterlicherseits war Isaak HaLevy Herzog, der Oberrabbiner von Irland und Israel war. Sein Onkel Ja’akov Herzog diente als israelischer Botschafter in Kanada. Sein jüngerer Bruder, Jitzchak Herzog, ist der amtierende, elfte Präsident Israels. Sein zweiter Bruder Yoel ist Staatsanwalt und war Brigadegeneral in der israelischen Armee. Seine Schwester Ronit ist klinische Psychologin. Herzog ist mit der Rechtsanwältin Schirin Herzog (geb. Halperin) verheiratet, mit der er zwei Kinder hat. Herzog hat einen Bachelor-Abschluss der Hebräischen Universität Jerusalem, einen Master-Abschluss der Universität Haifa und einen Abschluss des National Security College. Michael Herzog diente als General in den israelischen Streitkräften. Er war der Militärberater von fünf Verteidigungsministern, darunter Scha’ul Mofas, Benny Gantz und Ehud Barak.

## Politische Laufbahn
Vor seiner Ernennung zum Botschafter war er Ständiger Vertreter Israels bei den Vereinten Nationen. 2021 wurde er vom israelischen Premierminister Naftali Bennett zum Nachfolger von Gilad Erdan ernannt, der weiterhin als Botschafter bei den Vereinten Nationen fungiert. Als Forscher auf dem Gebiet der israelisch-nahöstlichen Beziehungen war er Fellow im Think Tank am Washington Institute for Near East Policy und nahm 2013/2014 an den Friedensverhandlungen zwischen Israel und den Palästinensern teil. Er gehört keiner politischen Partei an.